# Ugandische Cricket-Nationalmannschaft
Die ugandische Cricket-Nationalmannschaft (englisch Uganda national cricket team; Swahili Timu ya kriketi ya Uganda), deren Spieler auch unter dem Spitznamen Cricket Cranes bekannt sind, vertritt Uganda auf internationaler Ebene in der Sportart Cricket. Das Team wird von der Uganda Cricket Association (englisch, UCA; Swahili Shirikisho la Kriketi Uganda) geleitet und ist seit 1998 assoziiertes Mitglied im International Cricket Council, nachdem es zuvor Teil der ostafrikanischen und später der ost- und zentralafrikanischen Cricket-Nationalmannschaft gewesen war. Damit gehört es zur zweiten Reihe der Nationalmannschaften und gilt, zusammen mit Kenia und Namibia, traditionellerweise als eine der stärksten Nationalmannschaften Afrikas hinter den Vollmitgliedern Südafrika und Simbabwe. Uganda verfügt seit 2019, wie alle ICC-Mitglieder, über vollen T20I-Status. Größter Erfolg bei Turnieren war das Erreichen der Vorrunde beim T20 World Cup (2024).

## Geschichte

### Anfänge des Crickets in Uganda
Britische Kolonialisten führten Cricket zum Ende des 19. Jahrhunderts in Uganda ein. 1900 fand das erste offizielle Match statt. Nationale Spiele (Officials vs. Settlers, also „Behörden gegen Siedler“) wurden regulär von 1910 bis 1964 ausgetragen, es wurden jedoch keine interterritorialen Spiele arrangiert. 1914 war erstmals eine kenianische Mannschaft in Uganda zu Gast und obsiegte mit fünf Wickets in Entebbe. Nach dem Zustrom indischer Arbeiter nach Afrika für den Bau des Schienennetzes in der Region nahm die Beliebtheit von Cricket zu. Zum Ende des Zweiten Weltkrieges war es eine der meist ausgeübten Sportarten in der Region.

### Bestandteil des ostafrikanischen Teams

Flagge der Ostafrikanischen Cricket-Nationalmannschaft, später Ost- und Zentralafrika

1951 gründete sich die East Africa Cricket Conference (EACC, später East and Central Africa Cricket Conference, ECACC) als Cricketverband für die Region. Sie organisierte die interkolonialen Spiele zwischen ihren drei Gründungsmitgliedern Kenia, Uganda und Tanganjika. Später im selben Jahr empfing eine ostafrikanische Mannschaft Rhodesien. 1952 wurde die Uganda Cricket Association (englisch, UCA; Swahili Shirikisho la Kriketi Uganda) gegründet und im selben Jahr spielte eine ugandische Mannschaft in einem Tri-Nations-Turnier gegen Kenia und Tanganjika. Ein Jahr später erzielte Uganda seinen ersten Sieg und gewann gegen Tanganjika mit fünf Wickets.
Ostafrikas folgendes Spiel war 1956 gegen eine besuchende pakistanische Mannschaft. Unter ihrem Kapitän Denis Dawson (dem Bruder des südafrikanischen Test-Cricket-Spielers Ossie Dawson) verloren die Ostafrikaner das Dreitagesspiel mit acht Wickets. Im darauf folgenden Jahr unterlagen sie dem besuchenden Sunder Cricket Club mit neun Wickets. 1958 besuchte eine südafrikanische Mannschaft aus nichteuropäischen Spielern das Gebiet für ein Spiel gegen Ostafrika in Nairobi. Unter ihrem Kapitän Malcolm Ronaldson, einem früheren First-Class-Spieler für die Eastern Province, unterlag Ostafrika in dem Spiel den Südafrikanern mit sieben Wickets.
In den 1960er Jahren traf Ostafrika auf mehrere besuchende Mannschaften. 1962 trafen sie in zwei Spielen auf die Cricket-Mannschaft des Commonwealth. Im ersten Spiel in Nairobi (10. bis 12. Februar 1962) unterlagen die Ostafrikaner mit 20 Runs. Dieses Spiel blieb vor allem wegen des zügigen Century von Basil D’Oliveira im zweiten Innings des Commonwealth in Erinnerung. Im zweiten Spiel im Oktober, ebenfalls in Nairobi, schlug die Mannschaft des Commonwealth Ostafrika mit 118 Runs. Der Marylebone Cricket Club (MCC) bestritt 1963/64 drei Spiele in Uganda, eines in Tanganjika und sieben in Kenia. Eines der Spiele gegen die Ostafrikaner in Kampala gewann der MCC mit einem Innings und 71 Runs. In der ostafrikanischen Mannschaft spielten unter anderem fünf Ugander. 1966 trat Ostafrika der International Cricket Conference (ICC; heute International Cricket Council) als assoziiertes Mitglied bei. Im selben Jahr trat Sambia dem jährlichen interregionalen Turnier bei, das damit zu einem Viererturnier wurde. Im August 1967 gewannen die besuchenden Inder gegen Uganda mit sechs Wickets und ein First-Class-Dreitagesspiel gegen Ostafrika, für das sechs Ugander spielten, mit acht Wickets. Eine internationale Mannschaft von englischen First-Class-Spielern erzielte 1968 in einem Dreitagesspiel gegen Ostafrika in Nairobi ein Remis. Im selben Jahr erzielte Warwickshire in Uganda ebenfalls ein Remis und später erzielte Uganda in Nairobi mit 436 Runs sein höchstes Ergebnis gegen Kenia.
Im Juni und Juli 1972 besuchte Ostafrika England für 18 Spiele gegen Regionalauswahlen und erzielte einen Sieg gegen Nordwales. Keines dieser Spiele besaß First-Class-Status. 1973/74 besuchte der MCC erneut Ostafrika. Im Dezember 1973 absolvierte er zwei Spiele in Sambia, gefolgt von zwei weiteren in Tansania und danach vier in Kenia. Das einzige Spiel gegen eine komplette Mannschaft Ostafrikas, das First-Class-Status besaß, gewann der MCC mit 237 Runs.
Ostafrika wurde zum ersten Cricket World Cup 1975 eingeladen, als eine von zwei Nicht-Testnationen neben Sri Lanka. Kenia stellte die Hälfte der 14 Spieler der ostafrikanischen Mannschaft. Vor dem Turnier schien die Teilnahme jedoch fraglich, nachdem Tansania damit gedroht hatte, seinen Spielern die Reise nach England aus Protest gegen die Südafrikatour 1974 der Rugbymannschaft British and Irish Lions zu verbieten. Die Teilnahme Ostafrikas galt als wichtiger Schritt für dieses Turnier, da die Teilnahme einer afrikanischen Mannschaft diesem erst den Status einer Weltmeisterschaft verlieh. Die zwei besten Cricketländer Afrikas, Südafrika und Rhodesien, beriefen ihre Spieler aufgrund ihrer „Rasse“ und wurden als Teil des Sportboykotts gegen Südafrika ausgeschlossen, woraufhin Ostafrika als Vertreter Afrikas teilnahm. Nach Aufwärmspielen gegen Somerset, Wales, Glamorgan und mehrere andere County Clubs traf es in der Vorrunde auf England, Indien und Neuseeland, unterlag jedoch in allen Spielen. Nach dem Turnier absolvierten die Ostafrikaner ein First-Class-Match gegen Sri Lanka auf dem County Ground in Taunton.
1978 besuchte die Minor Counties Cricket Association für sieben Spiele Kenia, davon zwei gegen Ostafrika. Das erste Spiel mit 60 Over gewannen die Minor Counties mit acht Wickets. Ein geplantes Dreitagesspiel wurde abgesagt. Ostafrika nahm an den ICC Trophies der Jahre 1979, 1982 und 1986 teil, ohne sich jedoch für die Cricket World Cups 1979, 1983 und 1987 zu qualifizieren.
Das jährliche Turnier gegen Kenia und Tansania wurde fortgesetzt, obschon sich Kenia 1981 von der Ostafrikanischen Mannschaft zurückgezogen hatte und fortan durch seine eigene Nationalmannschaft vertreten wurde. Dem Turnier der drei Mannschaften schloss sich 1966 Sambia an. Bis 1980 konnte Uganda dieses Turnier nur einmal gewinnen.

### Ost- und Zentralafrikanische Nationalmannschaft
1989 verließ das ostafrikanische Team das ICC und wurde im selben Jahr durch die Ost- und Zentralafrikanische Nationalmannschaft ersetzt. Dieses Team bestand aus Spielern der Länder Malawi, Sambia, Tansania und Uganda. Es nahm 1990 erstmals an der ICC Trophy teil, ebenso 1994, 1997 und 2001, konnte sich jedoch nicht für die Cricket World Cups der Jahre 1992, 1996, 1999 und 2003 qualifizieren.

### Nach der Eigenständigkeit
Uganda zog sich aus der Ost- und Zentralafrikanischen Mannschaft zurück und wurde 1998 eigenständiges Mitglied des ICC. Die erste Teilnahme an einem internationalen Turnier erfolgte bei der ICC Trophy 2001. Nachdem es alle Vorrundenspiele gewinnen konnte, unterlag das Team im Play-off gegen die Vereinigten Arabischen Emirate und verpasste damit die zweite Runde sowie den Cricket World Cup 2003. Im darauf folgenden Jahr erreichte es den dritten Gruppenplatz beim Africa Cup.
2004 bestritt Uganda während des ICC Intercontinental Cup 2004 seine ersten Länderspiele gegen Kenia und Namibia, wobei es gegen die letztgenannte Mannschaft gewinnen konnte. Im August desselben Jahres beendete die Mannschaft die Africa Cricket Association Championships in Sambia auf dem zweiten Platz hinter Namibia. Damit qualifizierte sie sich für die ICC Trophy im darauf folgenden Jahr, bei der sie den zwölften und letzten Platz erreichte, nachdem die Ugander das letzte Play-off gegen Papua-Neuguinea verloren hatten, womit sie sich nicht für den Cricket World Cup 2007 qualifizierten. Zu Jahresbeginn trafen sie beim ICC Intercontinental Cup 2005 auf Namibia und Kenia, verloren jedoch beide Spiele.

### Weitere WM-Qualifikationsturniere

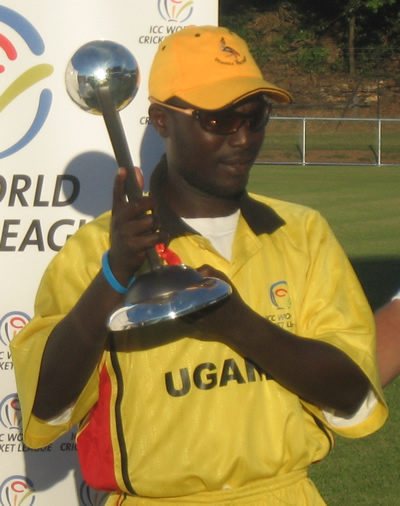
Joel Olwenyi, ehemaliger Mannschaftskapitän Ugandas

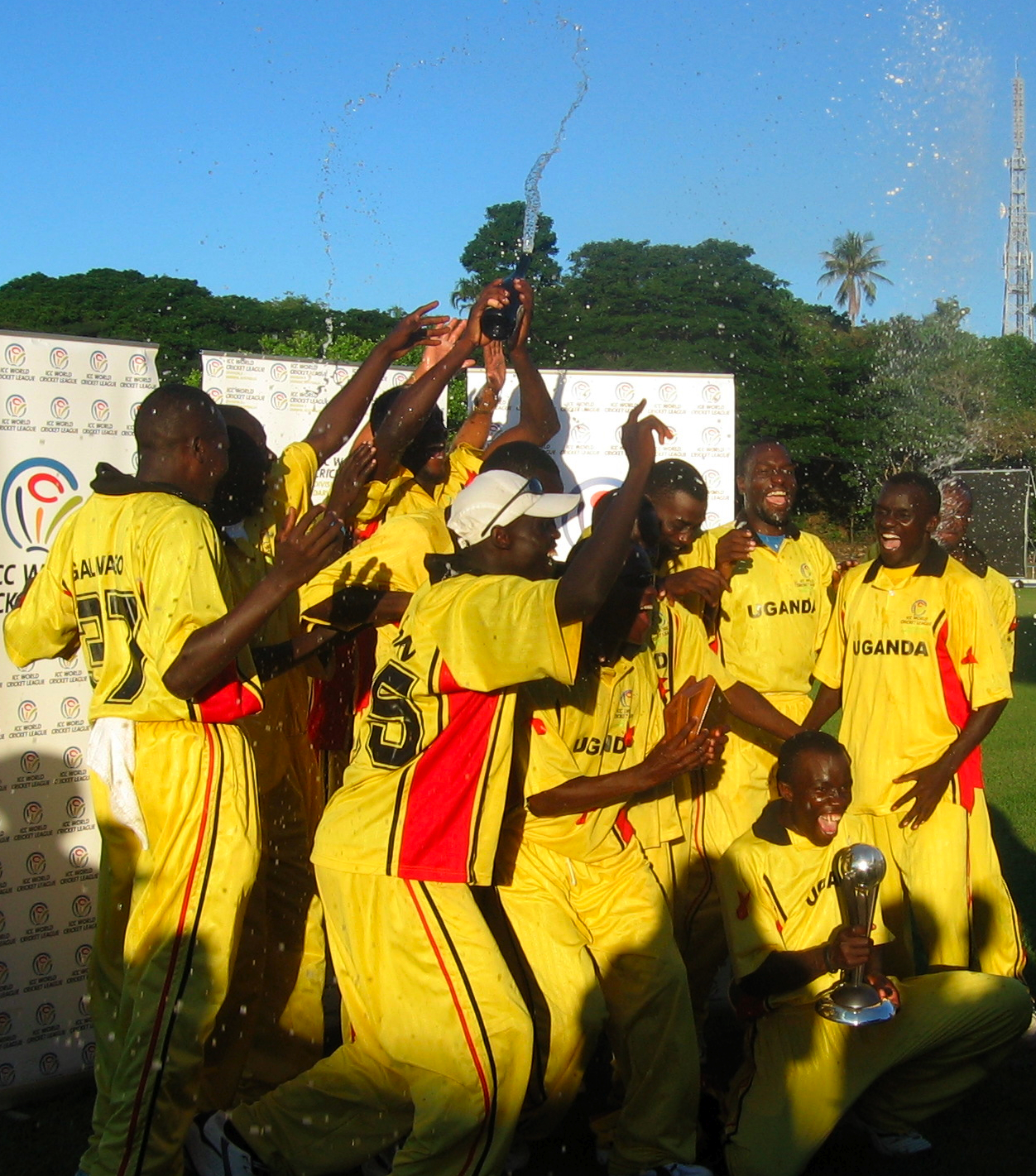
Uganda feiert seinen Sieg in der Division Three der World Cricket League 2007–09

Im Januar 2007 traf Uganda auf Bermuda und Kanada, als sich beide Mannschaften auf die Division One der World Cricket League 2007–09 in Nairobi vorbereiteten. Ebenso diente dies Uganda als Vorbereitung auf die Division Three desselben Turnieres in Darwin, Australien. Uganda gewann seine Gruppenspiele in Gruppe B gegen die Cayman Islands, Hongkong und Tansania, bevor es Papua-Neuguinea im Halbfinale und Argentinien im Finale besiegte. Damit sicherten sich die Ugander einen Platz im High Performance Program des ICC und stiegen in die Division Two auf.
Uganda nahm vor der World Twenty20 2007 an einem Viernationenturnier mit Bangladesch, Kenia und Pakistan teil. Wie erwartet unterlagen sie Pakistan und Bangladesch, bevor sie gegen den Rivalen Kenia einen Überraschungssieg mit zwei Wickets erzielen konnten. Darauf folgten im Oktober 2007 zwei Eintagesspiele gegen Bermuda, ebenfalls in Nairobi. Uganda überraschte den erfahreneren Gegner und unterlag mit nur sieben Runs, nachdem Nandikishore Patel ein Fifty erzielt hatte. Das zweite Spiel gewannen sie mit 43 Runs, nachdem Joel Olwenyi ebenfalls ein Fifty erzielt hatte. Im November 2007 besuchte Uganda Windhoek für die Division Two. Uganda unterlag Dänemark, Namibia, Oman und den Vereinigten Arabischen Emiraten, gewann jedoch das Play-off gegen Argentinien und beendete das Turnier auf dem fünften Platz. Mit dem vorletzten Platz stieg Uganda in die Division Three 2009 ab. 2008 gewann Uganda ein Eintagesspiel gegen den besuchenden MCC, während das Dreitagesspiel in einem Remis endete.
Im Januar 2009 gewann Uganda vier seiner fünf Gruppenspiele in Buenos Aires und endete punktgleich mit Afghanistan und Papua-Neuguinea, mit einer besseren Net Run Rate sicherte es sich den letzten Platz in der Cricket World Cup Qualifier 2009. Im April 2009 besuchte Uganda Südafrika für den Cricket World Cup Qualifier 2009. Obschon es das erste Spiel gegen Namibia gewinnen konnte, unterlag Uganda in allen anderen Spielen der Gruppe A und verpasste damit die Super Eight, womit es sich nicht für den Cricket World Cup 2011 qualifizieren konnte. Uganda erreichte den zehnten Platz nach einem Sieg gegen Dänemark, verlor aber das Play-off gegen Bermuda, womit es in die Division Three 2013 abstieg. Dort sicherte sich Uganda mit seinen ersten Vorrundenplatz die Teilnahme am Cricket World Cup Qualifier 2014 für den Cricket World Cup 2015, schied dort jedoch bereits in der Vorrunde aus. Damit stiegen die Ugander in die Division Three 2014 der World Cricket League 2012–18 ab.
In der Qualifikation zum ICC World Twenty20 Qualifier 2012 qualifizierte sich Uganda erstmals für den ICC World Twenty20 Qualifier, wo es jedoch wieder in der Vorrunde ausschied und damit die World Twenty20 2012 verpasste. Der World Twenty20 Qualifier 2013 verlief auf ähnliche Weise, womit die Ugander die World Twenty20 2014 verpassten. Im darauf folgenden Qualifikationszyklus erreichten sie nicht die World Twenty20 Qualifier 2015 für die World Twenty20 2016.
In der Division Three 2014 erreichten sie das Finale, das sie mit 62 Runs gegen Nepal verloren. Mit dem Finaleinzug erreichten sie die Division Two 2015, wo sie jedoch nicht über die Vorrunde hinauskamen und damit in die Division Three 2017 abstiegen. Diese schlossen die Ugander auf dem fünften Platz ab, wodurch sie in die Division Four 2018 abstiegen und damit den Cricket World Cup 2019 verpassten. In dieser gelang der direkte Wiederaufstieg in die Division Three 2018.
Im August 2018 ersetzte Uganda Ghana beim Africa T20 Cup, nachdem die Ghanaer die Einladung von Cricket South Africa abgelehnt hatte; für Uganda diente das Turnier auch als Vorbereitung auf die Division Three 2018. In der Division Three 2018 erreichten die Ugander den letzten Platz und stiegen in die Cricket World Cup Challenge League 2019–2022 ab.

### Erste Weltmeisterschaftsteilnahme

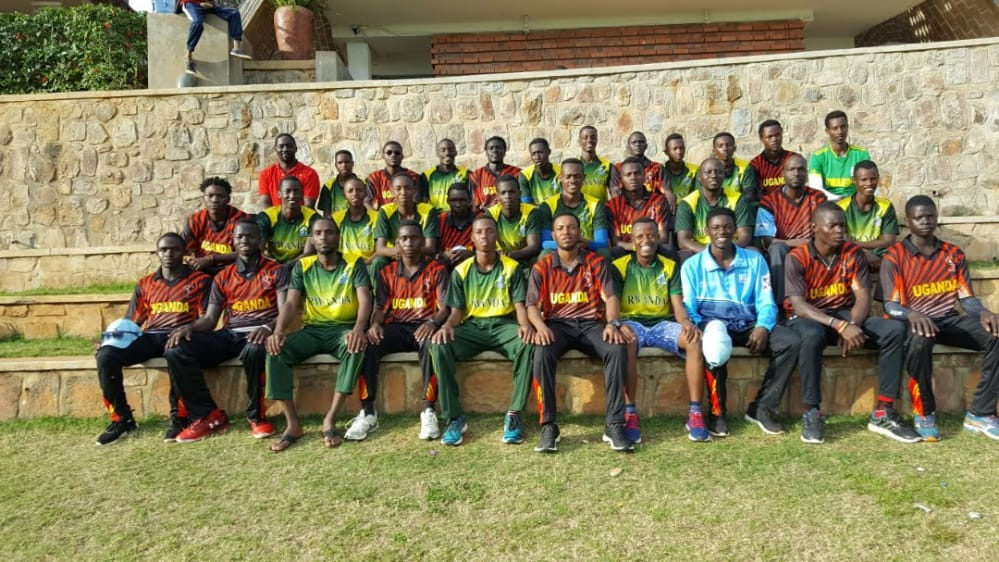
Die Cricket-Nationalmannschaften von Ruanda und Uganda, Dezember 2020

Uganda nahm an der Afrika-Qualifikation zum ICC World Twenty20 Qualifier 2020 für den T20 World Cup 2021 teil und erreichte den vierten Platz. Beim T20 World Cup Global Qualifier Group B 2022 erreichten die Ugander das Spiel um Platz 5, womit sie sich nicht für den T20 World Cup 2022 qualifizieren konnten.
Ab April 2019 nahmen die Ugander an der Cricket World Cup Challenge League 2019–2022 für den Cricket World Cup 2023 teil. In dieser erreichten sie den zweiten Gruppenplatz, wodurch sie den Cricket World Cup Qualifier Play-off 2023 verpassten. Zwischendurch gewann Uganda das Finale des Africa T20 Cup gegen Tansania mit acht Wickets. Im Dezember 2022 gewannen das Team die East Africa T20 Series, an der auch Ruanda und Tansania teilgenommen hatten. Im Juni 2023 erreichten sie das Finale des Continent Cup T20 Africa 2023, das sie mit einem Run gegen Kenia gewannen. Zwei Monate später entschied Uganda den East Africa T20 Cup 2023 gegen Ruanda und Tansania für sich.
Am 26. November 2023 erzielte Uganda seinen ersten Sieg gegen ein Vollmitglied des ICC, als es Simbabwe in der Afrika-Qualifikation in Namibia bezwang. Nachdem Uganda fünf seiner sechs Spiele gewinnen konnte, qualifizierte es sich für den T20 World Cup 2024 und damit erstmals für ein internationales Cricketturnier. Zuvor konnte sich die U19-Nationalmannschaft bereits für drei Weltmeisterschaften qualifizieren. Beim Hauptturnier erlitt das Team deutliche Niederlagen gegen die Vollmitglieder Afghanistan (mit 125 Runs), West Indies (mit 134 Runs) und Neuseeland (mit neun Wickets), es gelang jedoch auch ein Sieg gegen Papua-Neuguinea (mit drei Wickets), gleichbedeutend mit dem ersten Sieg bei einem T20 World Cup und einem internationalen Cricketturnier.

## Organisation
Die Uganda Cricket Association (englisch, UCA; Swahili Shirikisho la Kriketi Uganda) wurde 1952 gegründet und ist verantwortlich für die Organisation des Cricket in Uganda. Seit 1998 vertritt sie Uganda beim Weltverband International Cricket Council (ICC) als assoziiertes Mitglied. Im selben Jahr trat der ugandische Verband dem Kontinentalverband Africa Cricket Association (ACA) bei.
Die Uganda Cricket Association stellt die Uganda vertretenden Cricket-Nationalmannschaften, einschließlich der für die Männer, Frauen und Jugend, zusammen. Der Verband ist außerdem verantwortlich für die Durchführung von T20I-Serien gegen andere Nationalmannschaften sowie die Organisation von Heimspielen und -turnieren. Neben der Aufstellung des Teams ist er verantwortlich für den Kartenverkauf, der Gewinnung von Sponsoren und der Vermarktung der Medienrechte.
Kinder und Jugendliche werden bereits in der Schule an den Cricketsport herangeführt und je nach Interesse und Talent beginnt dann die Ausbildung. Wie andere Cricketnationen verfügt Uganda über eine U-19-Nationalmannschaft, die an der entsprechenden Weltmeisterschaft teilnimmt.

## Trikots
Im T20I-Cricket tragen Ugandas Spieler gelbe Trikots mit roten Farbakzenten, einem schwarzen Halskragen sowie gelben Hosen. Feldspieler tragen eine gelbe Baseball-Kappe oder einen gelben Sonnenhut. Die Helme der Batter sind ebenfalls gelb gehalten. Bei offiziellen ICC-Turnieren erscheint das Logo des Sponsors auf dem rechten Ärmel und die Aufschrift UGANDA auf der Vorderseite des Trikots.
Der Spitzname der ugandischen Cricket-Nationalmannschaft ist Cricket Cranes, nach dem Südafrika-Kronenkranich (Balearica regulorum), dem Nationalvogel des afrikanischen Landes. Das Logo der Uganda Cricket Association zeigt deshalb einen Südafrika-Kronenkranich.

## Stadien
Uganda verfügt über kein offizielles Heimstadion für seine Nationalmannschaft, sondern bestreitet seine Heimspiele in verschiedenen Stadien Ugandas. Die ugandische Mannschaft hat bisher auf heimischen Boden vier Stadien für die Austragung von Heimspielen genutzt:
| Nr. | Stadion               | Stadt   | Erstaustragung     |
| --- | --------------------- | ------- | ------------------ |
| 1   | Lugogo Stadium        | Kampala | 20. Mai 2019       |
| 2   | Kyambogo Cricket Oval | Kampala | 20. Mai 2019       |
| 3   | Entebbe Cricket Oval  | Entebbe | 10. September 2021 |
| 4   | Jinja Cricket Ground  | Jinja   | 28. Oktober 2024   |

## Spieler

### Spielerstatistiken
Insgesamt haben für Uganda 38 Spieler T20Is gespielt. Im Folgenden sind die Spieler aufgeführt, die für die ugandische Mannschaft die meisten Runs und Wickets erzielt haben.

#### Runs
| T20I                   | T20I       | T20I  | T20I  |
| Spieler                | Zeitraum   | T20Is | Runs  |
| ---------------------- | ---------- | ----- | ----- |
| Simon Ssesazi          | 2021–heute | 88    | 2.204 |
| Riazat Ali Shah        | 2019–heute | 72    | 1.484 |
| Roger Mukasa           | 2019–heute | 58    | 1.186 |
| Dinesh Nakrani         | 2019–heute | 71    | 1.024 |
| Ronak Patel            | 2021–heute | 42    | 0805  |
| Stand: 26. Januar 2025 |            |       |       |

#### Wickets
| T20I                   | T20I       | T20I  | T20I    |
| Spieler                | Zeitraum   | T20Is | Wickets |
| ---------------------- | ---------- | ----- | ------- |
| Henry Ssenyondo        | 2019–heute | 90    | 118     |
| Alpesh Ramjani         | 2022–heute | 54    | 088     |
| Dinesh Nakrani         | 2019–heute | 71    | 083     |
| Frank Nsubuga          | 2019–heute | 64    | 070     |
| Bilal Hassun           | 2021–heute | 46    | 065     |
| Stand: 26. Januar 2025 |            |       |         |

### Mannschaftskapitäne
Bisher haben insgesamt acht Spieler als Kapitän für Uganda bei einem T20I fungiert.
| T20Is | T20Is              | T20Is      |
| Nr.   | Name               | Zeitraum   |
| ----- | ------------------ | ---------- |
| 1     | Roger Mukasa       | 2019–2023  |
| 2     | Arnold Otwani      | 2020–2021  |
| 3     | Brian Masaba       | 2021–2024  |
| 4     | Deusdedit Muhumuza | 2021       |
| 5     | Kenneth Waiswa     | 2022–2024  |
| 6     | Riazat Ali Shah    | 2023–heute |
| 7     | Alpesh Ramjani     | 2024       |
| 8     | Fred Achelam       | 2024       |

## Bilanz
Eine Übersicht über die bei international anerkannten Spielen (Test, ODI, T20I) erzielten Länderspielbilanzen. Da Uganda bisher keine Berechtigung für das Austragen von Tests und ODIs besitzt und erst 2019 durch den ICC, wie jede Nationalmannschaft, das Recht erhielt, T20I auszutragen, beinhaltet diese Übersicht bis auf Weiteres ausschließlich das Format T20I.
|                                        | T20I |    |    |   |    |                    |                    |
| Gegner                                 | S    | G  | V  | U | NR | Erstes Spiel       | Erster Sieg        |
| Afghanistan                            | 1    | 0  | 1  | 0 | 0  | 3. Juni 2024       | –                  |
| Bahrain                                | 2    | 1  | 1  | 0 | 0  | 28. Oktober 2024   | 29. Oktober 2024   |
| Botswana                               | 9    | 9  | 0  | 0 | 0  | 20. Mai 2019       | 20. Mai 2019       |
| Eswatini                               | 1    | 1  | 0  | 0 | 0  | 19. Oktober 2021   | 19. Oktober 2021   |
| Ghana                                  | 4    | 4  | 0  | 0 | 0  | 23. Mai 2019       | 23. Mai 2019       |
| Hongkong                               | 2    | 2  | 0  | 0 | 0  | 11. Juli 2022      | 11. Juli 2022      |
| Jersey                                 | 1    | 1  | 0  | 0 | 0  | 15. Juli 2022      | 15. Juli 2022      |
| Katar                                  | 3    | 1  | 2  | 0 | 0  | 12. Februar 2020   | 15. Februar 2020   |
| Kenia                                  | 16   | 11 | 4  | 0 | 1  | 22. Mai 2019       | 15. September 2021 |
| Lesotho                                | 1    | 1  | 0  | 0 | 0  | 19. Oktober 2021   | 19. Oktober 2021   |
| Malawi                                 | 2    | 2  | 0  | 0 | 0  | 16. Oktober 2021   | 16. Oktober 2021   |
| Mosambik                               | 2    | 2  | 0  | 0 | 0  | 18. September 2022 | 18. September 2022 |
| Namibia                                | 9    | 1  | 8  | 0 | 0  | 21. Mai 2019       | 9. April 2022      |
| Niederlande                            | 1    | 0  | 1  | 0 | 0  | 14. Juli 2022      | –                  |
| Nigeria                                | 10   | 10 | 0  | 0 | 0  | 11. September 2021 | 11. September 2021 |
| Neuseeland                             | 1    | 0  | 1  | 0 | 0  | 14. Juni 2024      | –                  |
| Papua-Neuguinea                        | 2    | 1  | 1  | 0 | 0  | 12. Juli 2022      | 5. Juni 2024       |
| Ruanda                                 | 21   | 20 | 1  | 0 | 0  | 17. Oktober 2021   | 17. Oktober 2021   |
| Seychellen                             | 1    | 1  | 0  | 0 | 0  | 22. Oktober 2021   | 22. Oktober 2021   |
| Simbabwe                               | 1    | 1  | 0  | 0 | 0  | 26. November 2023  | 26. November 2023  |
| Tansania                               | 16   | 12 | 2  | 0 | 2  | 18. November 2021  | 18. November 2021  |
| West Indies                            | 1    | 0  | 1  | 0 | 0  | 8. Juni 2022       | –                  |
| Gesamt                                 | 107  | 81 | 23 | 0 | 3  | 20. Mai 2019       | 20. Mai 2019       |
| Letzte Aktualisierung: 26. Januar 2025 |      |    |    |   |    |                    |                    |

## Internationale Turniere

### Cricket World Cup
- 1975–1987: Bestandteil von  Ostafrika
- 1992–1999: Bestandteil von  Ost- und Zentralafrika
- 2003: nicht qualifiziert (Qualifikation)
- 2007: nicht qualifiziert (Qualifikation)
- 2011: nicht qualifiziert (Qualifikation)
- 2015: nicht qualifiziert (Qualifikation)
- 2019: nicht qualifiziert (Qualifikation)
- 2023: nicht qualifiziert (Qualifikation)
- 2027: laufende Qualifikation
- 2031: noch ausstehend

### Champions Trophy
- 1998: nicht startberechtigt (kein ICC-Mitglied)
- 2000: nicht qualifiziert
- 2002: nicht qualifiziert
- 2004: nicht qualifiziert
- 2006: nicht qualifiziert
- 2009: nicht qualifiziert
- 2013: nicht qualifiziert
- 2017: nicht qualifiziert
- 2025: nicht qualifiziert
- 2029: noch ausstehend

### T20 World Cup
- 2007: nicht qualifiziert
- 2009: nicht qualifiziert (Qualifikation)
- 2010: nicht qualifiziert (Qualifikation)
- 2012: nicht qualifiziert (Qualifikation)
- 2014: nicht qualifiziert (Qualifikation)
- 2016: nicht qualifiziert (Qualifikation)
- 2021: nicht qualifiziert (Qualifikation)
- 2022: nicht qualifiziert (Qualifikation)
- 2024: Vorrunde (Qualifikation)
- 2026: noch ausstehend
- 2028: noch ausstehend
- 2030: noch ausstehend

### ICC Intercontinental Cup
- 2004: Vorrunde
- 2005: Vorrunde
- 2006: nicht teilgenommen
- 2007–08: nicht teilgenommen
- 2009–10: nicht teilgenommen
- 2011–13: nicht teilgenommen
- 2015–17: nicht teilgenommen